# Wspólnota administracyjna Meßkirch
Wspólnota administracyjna Meßkirch – wspólnota administracyjna (niem. Vereinbarte Verwaltungsgemeinschaft) w Niemczech, w kraju związkowym Badenia-Wirtembergia, w rejencji Tybinga, w regionie Bodensee-Oberschwaben, w powiecie Sigmaringen. Siedziba wspólnoty znajduje się w mieście Meßkirch.
Wspólnota administracyjna zrzesza jedno miasto i dwie gminy wiejskie:
- Leibertingen, 2 231 mieszkańców, 47,20 km²
- Meßkirch, miasto, 8 291 mieszkańców, 76,22 km²
- Sauldorf, 2 475 mieszkańców, 49,72 km²